# Alexander Trocchi
Alexander Trocchi (* 30. Juli 1925 in Glasgow; † 15. April 1984 in London) war ein schottischer Schriftsteller und wichtiges Mitglied der Situationistischen Internationale. Sein wesentlicher Beitrag bestand in der Verkündung „Spontaner Universitäten“ und der Begründung des Netzwerk-Projekts Sigma, einer gedanklichen Vorwegnahme des Internets.

## Leben

### Herkunft
Alexander Trocchi war das Kind einer schottischen Mutter und eines italienischen Vaters namens Alfredo Trocchi, ein Bandleader. Von 1942 bis 1943 studierte er Englisch und Philosophie an der Universität Glasgow. Da sich Großbritannien im Krieg mit Nazi-Deutschland befand, meldete sich Trocchi 1943 zur Royal Navy, der britischen Kriegsmarine, wo er bis 1946 diente. Nach dem Krieg setzte er sein Studium der Philosophie an der Universität Glasgow fort.

### Pariser Zeit
Ende der Vierzigerjahre wechselte Alexander Trocchi aufgrund eines Stipendiums nach Paris, wo er das literarische Journal Merlin herausgab. Darin veröffentlichte er viele namhafte Autoren, unter anderem Henry Miller, Samuel Beckett, Christopher Logue und Pablo Neruda. Ihm zufolge ging die Zeitschrift ein, als das US-Außenministerium all seine Abonnements aus Protest über einen Artikel von Jean-Paul Sartre kündigte. Um sich Geld für den Lebensunterhalt zu verdienen, schrieb er pornografische Geschichten für das englischsprachige Imprint Olympia Press, so zum Beispiel Helen and Desire (1954).
Im Oktober 1955 kam er mit den Lettristischen Internationalen, und in der Folge mit der Situationistischen Internationalen in Kontakt, als deren Mitglied er dann zahlreiche Texte verfasste, wie beispielsweise „Unsichtbarer Aufstand einer Million von Köpfen“  (Invisible Insurrection of a Million Minds) oder „Techniken des Weltcoups“ (Technique du Coup du Monde, in der Zeitschrift Internationale Situationniste Nr. 8). Er propagierte eine internationale spontane Universität als kulturelle Gegen-Macht. Mit seinem Sigma Projekt war er ein Mitbegründer des Undergrounds in Großbritannien. Angeblich machte ihn Jean Cocteau mit Opiaten bekannt, von denen er ein Leben lang abhängig blieb.

### Aufenthalt in USA
Er verließ Paris 1956 heroinsüchtig und lebte eine Zeit lang in Venice und Taos, New Mexico, USA, bevor er sich in New York niederließ. Hier hatte er Kontakt zur Beat Generation und William S. Burroughs. Seine Erlebnisse und Überlegungen schrieb er im Buch Cain's Book nieder. Das Buch wurde zum Skandal, als es 1963 in London herauskam, es kam auch zu Bücherverbrennungen durch empörte Gegner, die ihm unter anderem Verherrlichung von Drogen vorwarfen.
Im Greenwich Village machte Trocchi die Bekanntschaft des Song-Poeten Leonard Cohen. Trocchi hatte im Frühjahr 1961 einem sechzehnjährigen Mädchen Heroin verabreicht und war deswegen verhaftet worden. Cohen verhalf Trocchi zur Flucht über die kanadische Grenze und versteckte ihn in seiner Wohnung in Montreal, wo sich dieser sogleich auf dem Herd mitgebrachtes Opium aufkochte. „Nachdem er selbst damit fertig war, reichte er Leonard den Topf mit den Resten, hatte aber offenbar ein wenig zu viel übrig gelassen: Als sie zu Fuß loszogen, um etwas essen zu gehen, brach Leonard zusammen. Er konnte nichts mehr sehen. Trocchi zog ihn auf den Bürgersteig, bevor ihn ein Auto überfuhr.“ Cohen erholte sich allmählich wieder und beherbergte den Junkie auch die nächsten vier Tage. Dann hatte Trocchi die gefälschten Papiere für die Überfahrt in seine Heimat Schottland beisammen und reiste anschließend nach London weiter, wo er sich als Heroinkranker registrieren ließ, um die Droge legal zu bekommen. Leonard Cohen widmete ihm das Gedicht Alexander Trocchi, Public Junkie, Priez Pour Nous, erschienen in seinem dritten Gedichtband Blumen für Hitler.

### International Poetry Incarnation
Neben Allen Ginsberg, Harry Fainlight, Lawrence Ferlinghetti, Michael Horovitz und dem Aktivisten John „Hoppy“ Hopkins war Alexander Trocchi ein wichtiger Teilnehmer der International Poetry Incarnation, die er selbst nur wenige Tage zuvor mit Michael Horovitz konzipiert und organisiert hatte. Zur Vorarbeit äußerte sich Michael Horovitz folgendermaßen: „We sat in Alex Trocchi's sordid flat - there were heroin needles on the floor - and took it in turns to speak lines that Ginsberg wrote down.“ (in etwa: „Wir saßen in Trocchis heruntergekommener Wohnung – auf dem Fußboden lagen Heroinspritzen – und rezitierten abwechselnd Zeilen, die Ginsberg geschrieben hatte.“)

### Tod
In den 1960ern und 1970ern publizierte er nur noch wenig und betätigte sich u. a. als Buch- und Drogenhändler. Nach dem Tod seiner Frau Lyn Hicks 1972 kümmerte er sich alleinerziehend, schwer Kokain- und Heroin-abhängig, um seine Söhne Mark und Nick.
Alexander Trocchis sterbliche Überreste wurden im Krematorium von London-Mortlake verbrannt, und die Asche auf dem heimischen Kaminsims aufbewahrt, wo sie jedoch von Unbekannten entwendet wurde. Nach seinem Tod zerstörte ein Feuer Trocchis Wohnung und viele seiner hinterlassenen Dokumente.

## Rezeption
In den 1990ern wurde sein Werk von einer neuen Generation junger schottischer Schriftsteller wiederentdeckt, darunter Irvine Welsh. Sein Roman Wasserläufe wurde unter dem Titel Young Adam von David Mackenzie mit Ewan McGregor und Tilda Swinton in den Hauptrollen verfilmt.

## Zitate
- „Im frühen Leben treffen die Dinge mit der Magie ihrer Existenz. Der schöpferische Augenblick kommt aus der Vergangenheit und hat etwas von dieser ungebrochenen Magie; bei einer zum Kompromiss bereiten Haltung ist es unmöglich, in ihn verwickelt zu werden“.

- „Viele von den Poeten und Malern in Paris haben in den frühen Fünfzigern Flipper gespielt; wenige nur, unglücklicherweise, ohne Schuldgefühle zu haben.“

- „Unverbundene Teile, Dinge ohne Zusammenhang, Verschiebungen, nachtmarische Reisen, Städte, wo man ankommt, die man hinter sich lässt, Begegnungen, Fahnenflucht, Verrat, alle möglichen Vereinigungen, Ehebrüche, Triumphe, Niederlagen ... das sind die Fakten.“ (Kains Buch, 1960)[11]

## Werke

### Romane
- Helen and Desire (1954); Helène oder: Die Begierde, Olympia-Press-Buchclub, Darmstadt 1969, ISBN 978-3-942474-02-3.
- Carnal Days of Helen Seferis (1954)
- White Thighs (1955)
- School for Wives (1955)
- Thongs (1955)
- Young Adam (1957); Wasserläufe, aus dem Englischen von Ulrike Beck und Marie Rahn, Berlin 1997.
- My Life and Loves: Fifth Volume (1954); Was Frank Harris nicht wußte, Olympia Press, Darmstadt 1969.
- I, Sappho of Lesbos (1960)
- School for Sin (1960)
- Cain's Book (1960); Kains Buch, aus dem Englischen übersetzt von Wulf Teichmann, Insel Verlag, Frankfurt a. M. 1967; Die Kinder Kains, Suhrkamp 1982.

### Lyrik
- Man At Leisure (1972): Freizeit, Stadtlichter Presse, Wenzendorf 2019, ISBN 978-3-947883-05-9.

### Gründungsmanifeste
- A Revolutionary Proposal: The Invisible Insurrection of a Million Minds (online)
- Sigma: A Tactical Blueprint (online)